# Komisariat Straży Celnej „Knurów”

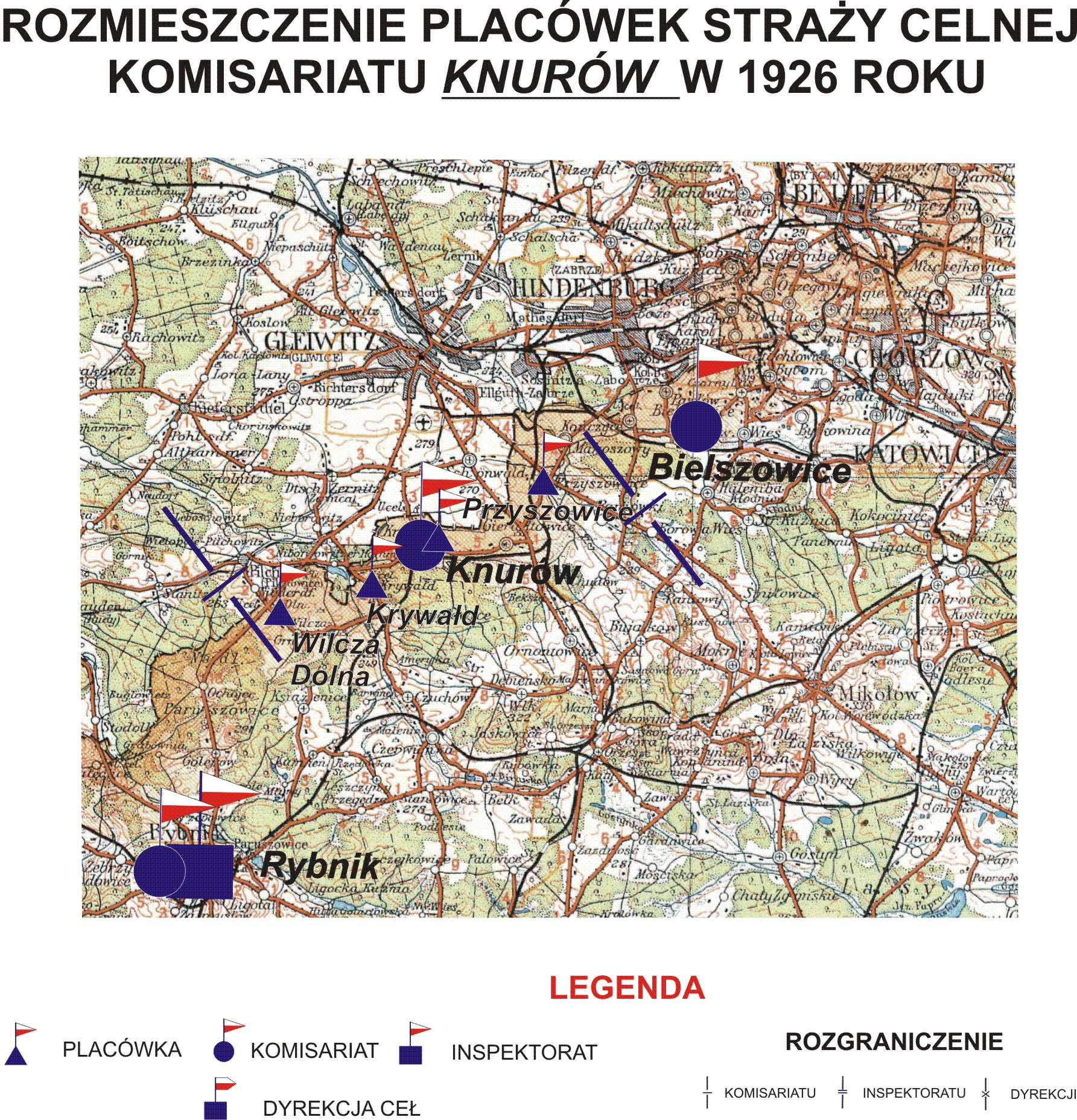
Rozmieszczenie placówek SC Komisariatu Knurów w 1926 r.

Komisariat Straży Celnej „Knurów” – jednostka organizacyjna Straży Celnej pełniąca służbę ochronną na granicy polsko-niemieckiej w latach 1922–1928.

## Formowanie i zmiany organizacyjne
Na wniosek Ministerstwa Skarbu, uchwałą z 10 marca 1920 roku, powołano do życia Straż Celną. Od połowy 1921 roku jednostki Straży Celnej rozpoczęły przejmowanie odcinków granicy od pododdziałów Batalionów Celnych. Proces tworzenia Straży Celnej trwał do końca 1922 roku. Komisariat Straży Celnej „Knurów”, wraz ze swoimi placówkami granicznymi, wszedł w podporządkowanie Inspektoratu Straży Celnej „Rybnik”.
Początek działalności Straży Celnej na Śląsku datuje się na dzień 15 czerwca 1922 roku. W tym dniu polscy strażnicy celni w zielonych mundurach i rogatywkach wkroczyli  na ziemia  przyznane Polsce. W nocy z 16 na 19 czerwca 1922 roku Straż Celna przejęła ochronę granicy polsko niemieckiej na Śląsku. W ramach Inspektoratu Straży Celnej „Rybnik” zorganizowany został komisariat Straży Celnej „Knurów”. Pierwszym kierownikiem komisariatu był komisarz Teodor Mańczyk.
Wiosną 1924 roku zlikwidowano oddział konny. W lutym 1925 roku zlikwidowano placówkę „Gierałtowice”, a przydzielono placówkę SC „Wilcza Dolina”. W styczniu 1928 placówka „Przyszowice” została przekazana do komisariatu „Bielszowice”.

## Służba graniczna
Sąsiednie komisariaty
- komisariat Straży Celnej „Bielszowice”  ⇔ komisariat Straży Celnej „Rybnik” − 1926

## Kierownicy komisariatu
| stopień  | imię i nazwisko   | okres pełnienia służby   | kolejne stanowisko                 |
| -------- | ----------------- | ------------------------ | ---------------------------------- |
| komisarz | Teodor Mańczyk    | 15 VI 1922 – 7 II 1924   |                                    |
| komisarz | Franciszek Hessek | 7 II 1924 − 12 III 1924  |                                    |
| komisarz | Alfons Hess       | 12 III 1924 − 21 VI 1924 | pomocnik kierownika inspektoratu   |
| komisarz | Jan Faska         | 21 VI 1924 − 5 XII 1924  | zwolniony, wyemigrował do Brazylii |
| komisarz | Konrad Górny      | 5 XII 1924 − 30 VI 1928  | w administracji celnej             |

## Struktura organizacyjna
Organizacja komisariatu w początkowym okresie.
- placówka Straży Celnej „Krywałd”
- placówka Straży Celnej „Knurów” – starszy strażnik Jan Wojtaszek
- placówka Straży Celnej  „Gierałtowice” – przodownik Franciszek Bagniewski (potem strażnik Jan Wiatr)
- placówka Straży Celnej „Przyszowice”
- oddział konny „Knurów” – strażnik Walenty Skowronek

Organizacja komisariatu w 1926 roku:
- komenda – Knurów
- placówka Straży Celnej „Wilcza Dolina” (Wilcza Dolna)[13]
- placówka Straży Celnej „Krywałd”
- placówka Straży Celnej „Knurów”
- placówka Straży Celnej „Przyszowice”